# Falkland-szigeteki font
A font a Falkland-szigetek hivatalos pénzneme. A font sterlinggel paritásban vannak. Valamennyi érmén és bankjegyen II. Erzsébet királynő portréja szerepel fő motívumként.

## Története
A Falkland-szigetek törvényében az 1987-es valutarendelet kimondja, hogy a Falkland-szigeteki font a Falkland-szigetek pénzneme és egyenértékű a font sterlinggel.
A Falkland-szigeteken a „fontra” való hivatkozások (például a szerződésekben és az adósságokban) a Falkland-szigetek fontjára utalnak.
A Falkland-szigeti fontok igény szerint angol fontra válthatók, de a valutaváltók jogosultak százalékos díjat felszámítani ezért.

## Érmék
Az érmék előoldalán egységesen II. Erzsébet királynő képmása szerepel. Méretük és anyaguk azonos az aktuális brit font sterling érmesoréval.
| Névérték | Hátlap                      |
| -------- | --------------------------- |
| 1 penny  | szamárpingvin               |
| 2 penny  | magellán-lúd                |
| 5 penny  | dolmányos albatrosz         |
| 10 penny | dél-amerikai oroszlánfóka   |
| 20 penny | juh                         |
| 50 penny | falklandi pamparóka         |
| 1 font   | A Falkland-szigetek címere  |
| 2 font   | A Falkland-szigetek térképe |

## Bankjegyek

### 1990-es sorozat

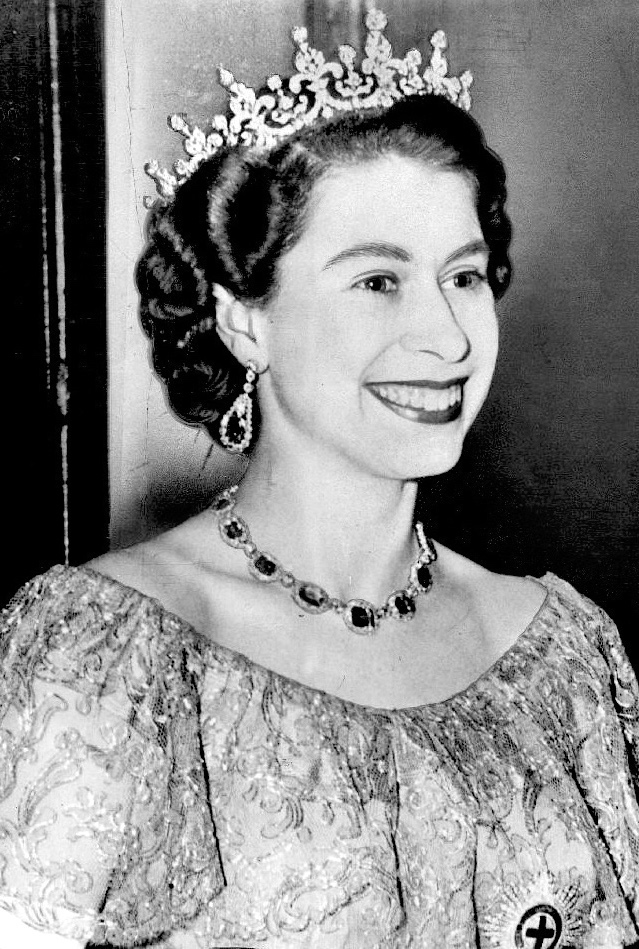
A Falkland-szigetek valamennyi érméjén és bankjegyén II. Erzsébet királynő portréja szerepelt fő motívumként 2025-ig.

A bankjegyeket a brit De La Rue cég állítja elő, előoldalukon II. Erzsébet ezüstjubileumi, 1977-es portréja látható. 2010-ben 200 000 darab 10 és 20 fontos bankjegy nyomtatására adott megbízást a szigetek kormánya. A bankjegyek méretei egységesen 145 x 75 mm.
| Névérték | Méret       | Szín             | Előlap                     | visszavonás dátuma |
| -------- | ----------- | ---------------- | -------------------------- | ------------------ |
| 5 font   | 145 x 75 mm | vörös            | II. Erzsébet brit királynő | forgalomban        |
| 10 font  | 145 x 75 mm | zöld             | II. Erzsébet brit királynő | forgalomban        |
| 20 font  | 145 x 75 mm | szürke           | II. Erzsébet brit királynő | forgalomban        |
| 50 font  | 145 x 75 mm | kék, zöld, vörös | II. Erzsébet brit királynő | forgalomban        |

### 2025-ös sorozat
2025-ben III. Károly brit király portréjával új polimer alapú bankjegysorozatot bocsátottak ki. Az őshonos növények és állatok voltak a kedvenc visszatérő téma, és a De La Rue gyártó feladata volt, hogy a témát valóra váltsa. A folyamatba egy helyi lakosokból álló munkacsoport is bekapcsolódott.
Ugyanez a dizájn jelenik meg az új 10 és 20 fontos bankjegyeken is. A régi típusú 50 fontos bankjegyekből elég van a következő 90 évre, így ezeket nem cserélik le.
| Névérték | Méret       | Szín  | Leírás                                                                                     | Leírás                                                                                   | Dátumok   | Dátumok             | Dátumok     |
| Névérték | Méret       | Szín  | Előoldal                                                                                   | Hátoldal                                                                                 | nyomtatás | kibocsátás          | visszavonás |
| -------- | ----------- | ----- | ------------------------------------------------------------------------------------------ | ---------------------------------------------------------------------------------------- | --------- | ------------------- | ----------- |
| 5 font   | 145 x 75 mm | vörös | III. Károly brit király, öt fekete szemöldökű albatrosz repül; a Falkland-szigetek térképe | öt pingvinfaj egy-egy példánya; nemzeti virág: fakó leány; hegy a Steeple Jason-szigeten | 2025      | 2025. augusztus 14. | forgalomban |
| 10 font  | 145 x 75 mm | ?     | III. Károly brit király, öt fekete szemöldökű albatrosz repül; a Falkland-szigetek térképe | ?                                                                                        | 2025      | 2025. augusztus 14. | forgalomban |
| 20 font  | 145 x 75 mm | ?     | III. Károly brit király, öt fekete szemöldökű albatrosz repül; a Falkland-szigetek térképe | ?                                                                                        | 2025      | 2025. augusztus 14. | forgalomban |